# Американский папаша!
«Америка́нский папаша!» (англ. American Dad!) — американский комедийный мультсериал для взрослых производства студии «Андердог» (Underdog Productions) и «Фаззи Дор» (Fuzzy Door Productions) по заказу 20th Century Fox. Он был придуман и разработан, в большей степени, Сетом Макфарлейном, создателем сериала «Гриффины».

## Сюжет
«Американский папаша!» является ярким представителем сатирического мультипликационного сериала о жизни американской семьи. Сюжет разворачивается вокруг семьи Смитов, которая состоит из четырёх человек, одного пришельца и говорящей золотой рыбки.
Аналогично «Южному парку» мультсериал постоянно концентрируется на различных особенностях поп-культуры, политики, религии и любых других тематиках, часто фигурирующих в обществе. В сериале часто звучат «колкости» о современном обществе и юмор, показывающий особенности американского общества.
Первый пилотный выпуск состоялся в США 6 февраля 2005 года на канале «Фокс», через 30 минут после окончания Супербоула XXXIX. Начиная с 1 мая 2005 года, сериал стал выходить регулярно сразу же после премьерного показа нового сезона сериала «Гриффины».

## Персонажи
Персонажи сериала «Американский папаша» отличаются своеобразной логикой мышления. Их поступки зачастую можно классифицировать как абсурдные. В сериале присутствуют: анархисты, геи, феминистки, либералы, консерваторы.

## Список эпизодов
| Сезон | Серии | Серии | Даты показа      | Даты показа      | Даты показа |
| Сезон | Серии | Серии | Первая серия     | Последняя серия  | Канал       |
| ----- | ----- | ----- | ---------------- | ---------------- | ----------- |
| 1     | 7     | 7     | 6 февраля 2005   | 19 июня 2005     | Fox         |
| 2     | 16    | 16    | 11 сентября 2005 | 14 мая 2006      | Fox         |
| 3     | 19    | 19    | 10 сентября 2006 | 20 мая 2007      | Fox         |
| 4     | 16    | 16    | 30 сентября 2007 | 18 мая 2008      | Fox         |
| 5     | 20    | 20    | 28 сентября 2008 | 17 мая 2009      | Fox         |
| 6     | 18    | 18    | 27 сентября 2009 | 16 мая 2010      | Fox         |
| 7     | 19    | 19    | 3 октября 2010   | 22 мая 2011      | Fox         |
| 8     | 18    | 18    | 25 сентября 2011 | 13 мая 2012      | Fox         |
| 9     | 19    | 19    | 30 сентября 2012 | 12 мая 2013      | Fox         |
| 10    | 20    | 20    | 29 сентября 2013 | 18 мая 2014      | Fox         |
| 11    | 3     | 3     | 14 сентября 2014 | 21 сентября 2014 | Fox         |
| 12    | 15    | 15    | 20 октября 2014  | 1 июня 2015      | TBS         |
| 13    | 22    | 22    | 25 января 2016   | 27 июня 2016     | TBS         |
| 14    | 22    | 22    | 7 ноября 2016    | 11 сентября 2017 | TBS         |
| 15    | 22    | 22    | 25 декабря 2017  | 8 апреля 2019    | TBS         |
| 16    | 22    | 22    | 15 апреля 2019   | 27 апреля 2020   | TBS         |
| 17    | 22    | 22    | 13 апреля 2020   | 21 декабря 2020  | TBS         |
| 18    | 22    | 22    | 19 апреля 2021   | 25 октября 2021  | TBS         |
| 19    | 22    | 22    | 24 января 2022   | 19 декабря 2022  | TBS         |
| 20    | 22    | 22    | 27 марта 2023    | 18 декабря 2023  | TBS         |
| 21    | 22    | 22    | 28 октября 2024  | 24 марта 2025    | TBS         |

## Выпуски на DVD
| Название DVD | Дата выхода     | Дата выхода     | Дата выхода   | Ep # | Дополнительная информация |
| Название DVD | Регион 1        | Регион 2        | Регион 4      | Ep # | Дополнительная информация |
| ------------ | --------------- | --------------- | ------------- | ---- | --- |
| Часть первая | 25 апреля, 2006 | 24 апреля, 2006 | 24 мая, 2006  | 13   | Комплект состоит из трёх дисков. На дисках содержатся первые 13 эпизодов из первого сезона. Дополнительные материалы включают в себя комментарии авторов сценария и режиссёров к каждой серии, бонусный фильм: «All in the Family: Creating American Dad» и «Secrets of the Glass Booth: Behind the Voices of American Dad», а также 42 удалённых момента из эпизодов сериала. При выходе во второй DVD зоне, диск был переименован в «Сезон 1» |
| Часть вторая | 15 мая, 2007    | 28 мая 2007     | не определено | 19   | Комплект из трёх дисков, содержащий 10 эпизодов первого сезона и 9 эпизодов второго сезона. Также на диске представлены подробные комментарии, некоторые удалённые сцены из сериала, а также Бонусы: «Season One Remembered» и «An American Dad Like No Other». |

## Роли озвучивали
- Сет Макфарлейн (англ. Seth MacFarlane) — Стэн Смит, Роджер
- Венди Шаал (англ. Wendy Schaal) — Фрэнсин Смит
- Рейчел Макфарлейн (англ. Rachael MacFarlane) — Хейли Смит
- Скотт Граймс (англ. Scott Grimes) — Стив Смит
- Ди Брэдли Бейкер (англ. Dee Bradley Baker) — Клаус Хайсслер

## Команда разработчиков
- Сет Макфарлейн — автор идеи / сценарист / исполнительный продюсер
- Майк Баркер — автор идеи / сценарист / исполнительный продюсер
- Мэтт Витзмен — автор идеи / сценарист / исполнительный продюсер
- Дэвид Цукерман — сценарист / сопродюсер
- Рики Винэр — сценарист / сопродюсер
- Кэни Швартц (англ. Kenny Schwartz) — сценарист / сопродюсер
- Нахнатчка Кхан (англ. Nahnatchka Khan) — сценарист / продюсер
- Майкл Шипли (англ. Mike Shipley) — сценарист / сопродюсер
- Джим Бернстейн (англ. Jim Bernstein) — сценарист / сопродюсер
- Стив Хейли (англ. Steve Hely) — сценарист / редактор
- Брайн Бойл (англ. Brian Boyle) — сценарист / продюсер
- Крис МакКенна (англ. Chris McKenna) — сценарист / редактор
- Мэтт МакКенна (англ. Matt McKenna) — сценарист / редактор
- Дэн Веббер (англ. Dan Vebber) — сценарист / сопродюсер
- Джон Фэнер (англ. Jon Fener) — сценарист / сопродюсер
- Джош Байсэл (англ. Josh Bycel) — сценарист / сопродюсер

## Номинации и награды
В 2007 году «Американский папаша!» был номинирован на престижную премию Annie Awards, в категории «лучший сценарий к телевизионному мультсериалу». Официально номинировалась серия The American Dad After School Special. За право обладать премией в этой категории также боролись два сценария сериала «Гриффины» и по одному сценарию от сериалов «Симпсоны» и «Мой друг — обезьяна». 11 февраля 2007 года были объявлены победители. В номинации «Лучший сценарий к телевизионному мультсериалу» приз достался сериалу «Симпсоны».